# Violette Leduc
Violette Leduc (Arras, 7 de abril de 1907–Faucon, 28 de mayo de 1972) fue una escritora francesa.

## Biografía
Hija ilegítima de Berthe Leduc y André Debaralle. Violette pasó la mayor parte de su niñez con baja autoestima, exacerbada por la hostilidad y falta de protección de su madre. Sin embargo, tendió lazos de amistad con su abuela, Fideline, y su tía materna Laure.
Su educación formal comenzó en 1913, pero se vio interrumpida por la Primera Guerra Mundial. Finalizada la guerra, regresó a la escuela, en el Collège de Douai, donde experimentó una relación lésbica con una compañera de curso y una instructora de música, quien fue despedida luego de que se conociera el incidente. Su nombre era Hermine y fueron pareja por muchos años.
En 1926, se mudó a París y se matriculó en el Lycée Racine. Ese mismo año, no aprobó el examen de ingreso (baccalauréat) y comenzó a trabajar como operadora telefónica y secretaria en la editorial Plon.
En 1942 conoció a Maurice Sachs y Simone de Beauvoir, quienes la animaron a escribir. Su primera novela, L'Asphyxie, fue publicada por Albert Camus en la editorial Gallimard y fue elogiada por Jean-Paul Sartre, Jean Cocteau y Jean Genet.
En 1955, Leduc fue obligada a eliminar parte de su novela Ravages debido a los pasajes sexualmente explícitos que describían escenas de lesbianismo. Los pasajes censurados fueron finalmente publicados como una novela, llamada Thérèse et Isabelle en 1966. Otra de sus novelas, Le Taxi causó controversia debido a la descripción de incesto entre hermano y hermana. La crítica Edith J. Benkov compara esta novela con la obra de Marguerite Duras y Nathalie Sarraute.
Su obra más conocida, las memorias La Bâtarde (La bastarda), fue publicada en 1964. Fue finalista del Premio Goncourt y rápidamente se convirtió en un bestseller. Luego escribió otros ocho libros, entre ellos La Folie en tête, la segunda parte de su autobiografía literaria.
En 1968 Radley Metzger realizó una película basado en la novela Thérèse and Isabelle, protagonizado por Essy Persson y Anna Gael.
Desarrolló cáncer de mama y murió a la edad de 65 años, luego de dos operaciones.
En 2013 fue encarnada por Emmanuelle Devos en el filme Violette, de Martin Provost.

## Obras
- L'Asphyxie, 1946.
- L'affamée, 1948.
- Ravages, 1955.
- La vieille fille et le mort, 1958.
- Trésors à prendre, suivi de Les Boutons dorés, 1960.
- La Bâtarde, 1964.
- La Femme au petit renard, 1965.
- Thérèse et Isabelle, 1966.
- La Folie en tête, 1970.
- Le Taxi, 1971.
- La Chasse à l'amour, 1973.